# Javier García Arias
Javier García Arias (* 2. Mai 1992 in Madrid) ist ein spanischer Eishockeyspieler, der seit 2008 beim Majadahonda HC in der Superliga unter Vertrag steht. 

## Karriere
Javier García Arias begann seine Karriere als Eishockeyspieler in der Nachwuchsabteilung des madrilenischen Vorstadtklubs Majadahonda HC, für den er seit 2008 in der Superliga aktiv ist.

### International
Für Spanien nahm García Arias im Juniorenbereich an den U18-Junioren-Weltmeisterschaften der Division II 2008, 2009 und 2010 sowie den U20-Junioren-Weltmeisterschaften der Division II 2009, 2010, 2011 und 2012 teil. Zudem vertrat er seine Farben bei der Winter-Universiade 2015 in Granada.
Sein Debüt in der Herren-Nationalmannschaft gab er beim Qualifikationsturnier für die Olympischen Winterspiele 2014 in Sotschi. Dort schieden die Spanier bereits beim Erstrundenturnier in Kiew trotz eines überraschenden 5:4-Erfolges über Estland aus. Auch beim Qualifikationsturnier für die Spiele 2018 in Pyeongchang stand er auf dem Eis. Zum WM-Kader seines Heimatlandes gehörte er erstmals 2013, als die Iberer aus der A-Gruppe der Division II in die B-Gruppe absteigen mussten. Bereits im Folgejahr gelang ihm mit seiner Mannschaft der Wiederaufstieg. Auch 2015, 2016 und 2017 spielte er in der Division II.

## Erfolge und Auszeichnungen
- 2014 Aufstieg in die Division II, Gruppe A, bei der Weltmeisterschaft der Division II, Gruppe B